# Grafica raster

Esempio di un raster RGB

La grafica raster (detta anche grafica bitmap o semplicemente bitmap), nella computer grafica, è una tecnica usata per descrivere un'immagine in formato digitale che si contrappone alla grafica vettoriale.
Il termine raster (in italiano: trama, reticolo, griglia o rasta) ha origine nella tecnologia televisiva analogica, ovvero dal termine che indica le righe orizzontali (dette anche scan line o linee di scansione, dei televisori o dei monitor).

## Descrizione
Nella computer grafica, raster indica la griglia ortogonale di punti che costituisce un'immagine. Nella grafica raster l'immagine viene vista come una scacchiera e ad ogni elemento della scacchiera, chiamato pixel, viene associato uno specifico colore. Il colore può essere definito con due tecniche:
- se l'immagine contiene pochi colori (massimo 256) si crea un elenco dei colori da utilizzare e nella scacchiera viene inserito l'indice che punta allo specifico colore del pixel[2];
- se l'immagine contiene molti colori il singolo pixel non definisce l'indice con il quale si punta a una tavolozza di colori, ma direttamente il colore.

Il colore viene definito ad esempio come una combinazione di tre componenti: blu, rosso, verde. Questo non è l'unico modo di definire un colore, esistono altri modi che vengono chiamati spazi di colore, ma nel caso delle immagini generate al computer il sistema RGB (RED Rosso, GREEN Verde, BLUE Blu) è il più diffuso dato che le schede grafiche lo utilizzano nativamente per generare il segnale da visualizzare con il monitor.

## Proprietà
La bitmap è caratterizzata da due proprietà:
- risoluzione;
- profondità.

La prima è determinata dal numero di pixel contenuti nell'unità di misura considerata (in genere il pollice inglese, equivalente a 2,54 cm); si misura in PPI (Pixel Per Inch) oppure in DPI (Dot Per Inch), Punti per pollice). La seconda è definita dalla memoria che si dedica ad ogni pixel, ovvero dal numero di bit dedicati ad ogni pixel per descrivere il colore, e si misura in BPP (Bit Per Pixel); maggiore è il numero di bit, maggiore è il numero di colori che è possibile descrivere.
Un altro comune metodo per indicare la qualità delle immagini raster, tipico della fotografia digitale, è moltiplicare il numero delle righe di pixel per quello delle colonne di pixel ed esprimere il valore in megapixel.
La grafica bitmap non è vantaggiosa se l'utente necessita di apportare modifiche all'immagine, perché nel caso ad esempio di uno zoom, la risoluzione e quindi la qualità dell'immagine peggiora. I software grafici, per ridurre il problema, sono in grado di ripristinare la risoluzione inserendo nuovi pixel che vengono calcolati facendo una interpolazione, il processo inserisce, perciò, deliberatamente una quantità di informazioni presunte e non necessariamente reali. La grafica bitmap si mostra idonea per rappresentare immagini della realtà, per modificare contrasti e luminosità di queste, per applicare filtri di colore.

## Formati di immagini raster
I dati raster possono essere memorizzati attraverso tipologie di file che sfruttano algoritmi di compressione diversi, gravando in modo differente sul supporto di memorizzazione. I formati raster più comuni sono i seguenti:

### Non compressi
Questi formati di file hanno richieste di elaborazione minima, non essendo necessari algoritmi di compressione (in fase di scrittura) e decompressione (in fase di lettura), tuttavia, mancando di compressione, risultano particolarmente voluminosi, in termini di spazio occupato su disco (o altro dispositivo di memorizzazione), rispetto agli altri formati: 
- raw
- bmp (in alcuni casi i file bmp sono compressi con un algoritmo RLE)

### Con compressione lossless
Le immagini salvate con un algoritmo di compressione dati lossless occupano meno spazio nei dispositivi di memorizzazione, mantenendo inalterata tutta l'informazione originale:
- png (certe applicazioni permettono anche la scrittura di file png non compressi)
- tga
- tiff (sebbene questo sia l'uso più comune, questo formato permette diversi tipi di compressione)
- gif (per immagini fino a 256 colori)

### Con compressione lossy
Le immagini memorizzate con un algoritmo di compressione lossy subiscono una perdita di informazione; pertanto questa tecnica non è adatta per salvare le immagini che vengono rielaborate coi programmi di fotoritocco (le continue modifiche comporterebbero un progressivo degrado dell'immagine ad ogni salvataggio e riapertura); invece, in virtù delle ridotte dimensioni del file, sono particolarmente indicate per la trasmissione di immagini o per ridurre le dimensioni di un'applicazione o di un prodotto da distribuire.
- jpeg
- gif (per immagini con più di 256 colori si ottiene una compressione lossy quando si parte da un'immagine a profondità di colore maggiore e vengono di conseguenza eliminate la maggior parte delle sfumature)

## Applicazioni ed utilizzo
Nel campo dei Sistemi informativi territoriali o GIS, la locuzione è usata per indicare la tipologia di dato impiegata nella rappresentazione cartografica digitale. Con i dati raster il territorio viene riprodotto attraverso una matrice di pixel di forma quadrata o rettangolare. A ciascun pixel è associato un attributo che definisce le caratteristiche dell'elemento rappresentato.
Ad esempio in un modello digitale di elevazione a ciascun pixel è associato il valore della quota sul livello del mare in quel punto. La dimensione dei pixel è inversamente proporzionale alla precisione della carta. I dati raster possono essere implementati in un sistema GIS mediante acquisizione diretta con apparecchiature a lettura ottica quali ad esempio scanner d'immagini o attraverso l'elaborazione di dati, raster o vettoriali, già acquisiti.